# Quinto Distrito Militar

Mapa dos cinco distritos militares da Reconstrução
Primeiro Distrito Militar
Segundo Distrito Militar
Terceiro Distrito Militar
Quarto Distrito Militar
Quinto Distrito Militar

O Quinto Distrito Militar (em inglês:  Fifth Military District) do Exército dos EUA foi uma das cinco unidades administrativas temporárias do Departamento de Guerra dos EUA que existiram no Sul dos Estados Unidos de 1867 a 1870. O distrito foi estipulado pelos Atos da Reconstrução durante o período da Reconstrução após a Guerra Civil Americana. Abrangeu os estados do Texas e Luisiana.
O general Philip Sheridan serviu como seu primeiro governador militar, aplicando os Atos da Reconstrução e removendo alguns simpatizantes confederados do cargo. Isso indignou o presidente dos Estados Unidos Andrew Johnson, que ordenou sua remoção do Quinto em agosto de 1867. Seu substituto foi o democrata Winfield Scott Hancock, que desfez grande parte do trabalho de Sheridan.
Nos três meses entre a remoção de Sheridan e a chegada de Hancock a Nova Orleans, o Quinto Distrito foi liderado por dois comandantes interinos: Charles Griffin até sua morte por febre amarela, e depois Joseph A. Mower.
Quando Ulysses S. Grant assumiu o cargo em março de 1869, ele substituiu Hancock por Joseph J. Reynolds, que comandou o Quinto até que o Texas foi readmitido na União em 30 de março de 1870, e o controle militar terminou.
Vários incidentes foram cometidos contra soldados federais negros em Fort Brown em Brownsville, Texas, e em outros lugares por Jayhawkers, nativos, bandidos, etc. A maioria dos relatórios de incidentes não identifica os perpetradores.

## Unidades
Entre as forças do Exército dos Estados Unidos estacionadas no Texas estavam a 1ª Artilharia, os 4º, 6º e 9º Regimentos de Cavalaria, e os 15º, 17º, 20º, 25º e 41º Regimentos de Infantaria.
O "U.S. Military Post Returns 1809-1916", arquivado pela NARA,  mostra que relatórios mensais de correio foram arquivados para o 35º Regimento de Infantaria dos EUA estacionado em San Antonio, TX, de cerca de dezembro de 1866 a meados de 1870. Foi comandado na maior parte do tempo pelo brigadeiro-general (Brevet) John S. Mason.